# Juan Antonio Hernández
Juan Antonio „Tony“ Hernández Alvarado (* 13. Juni 1978 in Gracias) ist ein honduranischer Drogenhändler, Rechtsanwalt, Politiker und ehemaliger Abgeordneter im Nationalkongress von Honduras (2014–2018) für die Partido Nacional de Honduras. Der ausgebildete Jurist baute zwischen 2004 und 2018 einen „Kokain-Superhighway“ zwischen Süd- und Zentralamerika und den Vereinigten Staaten auf und schmuggelte über 185.000 Tonnen Kokain in die Vereinigten Staaten, wofür er 2021 dort zu einer lebenslangen Haftstrafe verurteilt wurde.
Hernández hat 16 Geschwister und stammt aus dem Departamento Lempira. 2004 soll der Jurist begonnen haben, als Informant für Drogenkartelle zu arbeiten. Er soll später mit Angehörigen der honduranischen Nationalpolizei sowie dem Militär zusammengearbeitet haben und Waffen aus den Depots des Militärs an Drogenkartelle verkauft haben. Ab 2008 soll er mit der Produktion von eigenem Kokain begonnen und Drogenlabore in Honduras und Kolumbien betrieben haben. Hernández verwendete die Millionen, die er durch Drogenhandel, Waffenhandel und Bestechungsgelder verdiente, um die von seinem Bruder Juan Orlando Hernández geführte Partido Nacional de Honduras zu finanzieren, darunter auch eine Million Dollar Bestechungsgeld vom ehemaligen Anführer des Sinaloa-Kartells Joaquín „El Chapo“ Guzmán. Bei der Präsidentschafts- und Parlamentswahl in Honduras 2013 wurde sein Bruder zum Präsidenten von Honduras gewählt und er selbst Abgeordneter im Nationalkongress. Obwohl sein Bruder zugesagt hatte, im Gegenzug für Wirtschaftshilfe für Honduras mit den Drogenbekämpfungsmaßnahmen der USA zusammenzuarbeiten, warnte Hernández die Drogenhändler vor den von den USA durchgeführten Razzien rechtzeitig. Honduras wurde zu einem Narco-Staat⁣, in dem die Kriminalität blühte, während sich die Regierung gegenüber den USA als Verbündeter im Krieg gegen die Drogen inszenierte. Tony Hernández soll mit dem Drogenhandel mindestens 138,5 Millionen US-Dollar eingenommen haben und mehrere Auftragsmorde angeordnet haben.
Am 23. November 2018 wurde Juan Antonio Hernández in Miami unter dem Vorwurf des Drogenhandels verhaftet. Am 26. November 2018 wurde er vor einem Bundesgericht formell angeklagt, zwischen 2004 und 2016 tonnenweise Kokain in die Vereinigten Staaten eingeführt zu haben, sowie wegen Waffenhandels und Mordes. Im März 2021 wurde Tony Hernández in New York City zu einer lebenslangen Haftstrafe verurteilt. Sein Vermögen in Höhe von 138,5 Millionen Dollar wurde beschlagnahmt. Sein Bruder Juan Orlando wurde im Februar 2022 in Tegucigalpa festgenommen und bald darauf an die USA ausgeliefert, wo er sich ebenfalls wegen Drogenschmuggels angeklagt wurde. Hier wurde er im Juli 2024 zu einer Haftstrafe von 45 Jahren verurteilt.